# INAC神戶雌獅
INAC神戶雌獅是一支以日本兵庫縣神戶市為根據地的女子足球隊，成立於2001年。INAC代表國際運動俱樂部，Leonessa為義大利文的雌獅。
雌獅隊2011年的球員名單包括7名2011年女子世界盃足球賽奪冠隊伍的成員：海堀步、近賀由香里、川澄奈穗美、大野忍、澤穗希、高瀨愛實和田中明日菜。.

## 隊伍名稱改變
- INAC雌獅 : 2001年 - 2008年
- INAC神戶雌獅 : 2009年 – 至今

## 外部連結
- （日語） 官方網站（页面存档备份，存于）